# Lottie Morel
Lottie Morel, née Lottie Huguenin le 24 juillet 1909 à Genève – morte le 25 janvier 1973 à Bordighera, en Italie, est une pianiste suisse.
Après avoir étudié au conservatoire de Genève, elle a joué tant de la musique de chambre que des œuvres symphoniques. Les compositeurs suisses Henri Gagnebin, Armin Schibler et André-François Marescotti figuraient souvent au programme de ses récitals. Marescotti lui a dédié son Concerto pour piano.

## Discographie
- Fantasque d’André-François Marescotti (Decca)
- Concerto pour piano d’André-François Marescotti/Passacaille op. 24 d’Armin Schibler (Decca)
- Women At The Piano - An Anthology of Historic Performances, Vol. 4 (1921-1955) (Naxos)